# Cornelis vs. Riedel
Cornelis vs. Riedel är ett studioalbum av Georg Riedel, Sarah Riedel och Nicolai Dunger, utgivet i oktober 2011 på Playground Music. Skivan består av fjorton tidigare icke tonsatta Cornelis Vreeswijk-texter, samt låtarna "Rosenblad, rosenblad" och "En visa om ett rosenblad" som Georg Riedel skrev till Cornelis redan under 1960-talet.

## Låtlista
1. "Se här dansar Fredrik Åkare"
2. "En visa till Veronica"
3. "Rörande ett intermezzo"
4. "À la Taube"
5. "En visa till Ellen när hon hade flyttat hemifrån"
6. "Ta hit ett piano! Sa Jan Johansson"
7. "Damen med hunden"
8. "Ge mej ett kärlekstecken"
9. "En visa till Linnéa när hon inte ville vakna hos mig"
10. "Lilla regn
11. "Om natten, när stjärnorna dansar"
12. "Rosenblad, rosenblad"
13. "När jag var ung och fager"
14. "En visa om ett rosenblad"
15. "Så räckte mig Iris bägaren"
16. "Vaggvisa"

## Listplaceringar
| Lista (2011) | Topplacering |
| ------------ | ------------ |
| Sverige      | 28           |